# بيل بوكانان
بيل بوكانان (بالإنجليزية: Bill Buchanan)‏ هو كاتب أغاني أمريكي، ولد في 30 أبريل 1930، وتوفي في 1 أغسطس 1996.

## وصلات خارجية
- بيل بوكانان على موقع IMDb (الإنجليزية)
- بيل بوكانان على موقع ميوزك برينز (الإنجليزية)
- بيل بوكانان على موقع ديسكوغز (الإنجليزية)